# Leonid Iszczuk
Leonid Mykolayovych Ishchuk (Starokostyantiniv, Óblast de Jmelnitski; 10 de enero de 1951-Jmelnitski, Óblast de Jmelnitski; 24 de abril de 2024) fue un futbolista y entrenador ucraniano, que jugaba en posición de defensa.

## Carrera

### Como jugador
Sus primeros pasos los dio en el Dynamo de Khmelnytskyi; donde debutaría en 1968 como jugador oficial de este equipo, donde pasó la siguiente temporada en el doblete del mismo. En 1970 jugó en el doblete del SKA (Odessa). Luego, durante 1971-1975, jugó en el club "Avangard" (Sebastopol). Luego regresó a Khmelnytskyi. Terminó actuando a nivel profesional en Pavlograd (Kolos).

### Como entrenador
Tras el final de su carrera, el jugador pasó al puesto de entrenador del Coloso, donde trabajó hasta 1985. Luego entrenó a los jugadores de Naftovyka (Okhtyrka) y Desna (Chernihiv). En 1990, dirigió su equipo natal Podillia (Khmelnytskyi). Luego entrenó al Yavir (Krasnopillya), al Niva (Ternopil), al Metalurg (Donetsk) y al Prykarpattia.
En 2013, Leonid Ishchuk al frente del Sluch (Starokostyantiniv) ganó la copa y el campeonato de la región de Khmelnytskyi.